# Werkendam (Schiff, 1881)
Die Werkendam war ein 1881 unter dem Namen British King in Dienst gestelltes Passagierschiff, das von 1889 bis 1900 von der niederländischen Reederei Holland-America Line als Transatlantikliner auf dem Nordatlantik eingesetzt wurde und Passagiere, Fracht und Post von Rotterdam nach New York beförderte. Anschließend wurde es an chinesische Interessen verkauft und 1904 während des Russisch-Japanischen Kriegs in Port Arthur als Blockschiff versenkt. 

## Das Schiff
Die spätere Werkendam wurde bei Harland & Wolff im nordirischen Belfast gebaut und lief am 22. Januar 1880 vom Stapel. Am 29. März 1881 wurde das 3.559 BRT große Dampfschiff unter dem Namen British King (II) seinen Eignern übergeben. Die British King war ein 128,10 Meter langes und 11,82 Meter breites, aus Eisen gebautes Passagier- und Frachtschiff, das über drei Decks, vier Schiffsmasten und die Takelage einer Schonerbark verfügte. Die vierzylindrige Verbunddampfmaschine trieb einen einzelnen Propeller an und konnte eine Maximalgeschwindigkeit von 12 Knoten gewährleisten. Die Maschinenleistung lag bei 400 PS und die Passagierkapazität bei 112 Reisenden in der Ersten, 78 in der Zweiten und 430 in der Dritten Klasse. 
Eigner des Schiffs war die 1864 von dem Geschäftsmann und Reeder James Beazley (1819–1891) in Liverpool gegründete Schifffahrtsgesellschaft British Shipowners Company. Diese Reederei war für ihre Zeit insofern ungewöhnlich, als dass sie ihre Schiffe regelmäßig für längere Zeiträume an andere Reedereien vercharterte, zum Beispiel an die Anchor Line, American Line, Cunard, New Zealand Shipping oder Shaw, Savill & Albion. 
Die British King hatte drei Schwesterschiffe: Die British Empire (I) (3.607 BRT, 1878), die British Crown (I) (3.607 BRT, 1879) und die British Queen (I) (3.558 BRT, 1881). Diese drei Schiffe gingen später ebenfalls an die Holland-America Line und erhielten die Namen Rotterdam (II), Amsterdam (II) und Obdam.

## Geschichte
Am 9. April 1881 lief die British King im Dienst der American Line zu ihrer Jungfernfahrt von Liverpool nach Philadelphia aus. Am 29. Mai 1882 begann die vorerst letzte Überfahrt auf dieser Strecke. Ab dem 20. Januar 1883 wurde sie von der Shaw, Savill & Albion Steamship Company für deren Service von London nach Neuseeland gechartert. Im Dezember 1884 kehrte sie für vier Überfahrten zur American Line zurück. Mit Ausnahme einer einzigen Atlantiküberquerung im Dienst der Guion Line im Mai 1885 von Liverpool über Queenstown nach New York blieb der Dampfer bis November 1889 im Liverpool-Philadelphia-Service der American Line. 
Noch vor Jahresende wurde die British King an die niederländische Nederlandsch-Amerikaansche Stoomvaart Maatschappij N.V. (NASM), besser bekannt als Holland-America Line (HAL), verkauft, die in dem Zeitraum auch andere ältere Schiffe der British Shipowners Company sowie der White Star Line aufkaufte und umbenannte. Die British King erhielt den Namen Werkendam und lief am 22. Februar 1890 in Rotterdam zu ihrer ersten Überfahrt für die HAL nach New York aus. 
Am 8. März 1900 begann die letzte Fahrt der Werkendam für die Holland-America Line. Danach wurde sie an die Chinese Eastern Railway verkauft und in Harbin umbenannt. Im März 1904 wurde das Schiff als Blockschiff in Port Arthur versenkt.